# Thomas Stauch
Thomas „Thomen“ Stauch (* 11. března 1970) je německý metalový bubeník. Do dubna roku 2005 působil v powermetalové hudební skupině Blind Guardian, kde byl od jejích počátků v roce 1985. Nyní je členem hudební skupiny Savage Circus, hostuje také v Coldseed.